# NGC 7518
NGC 7518 (również PGC 70712 lub UGC 12422) – galaktyka spiralna (Sa), znajdująca się w gwiazdozbiorze Ryb. Odkrył ją Albert Marth 29 sierpnia 1863 roku.